# 니콘 D2H

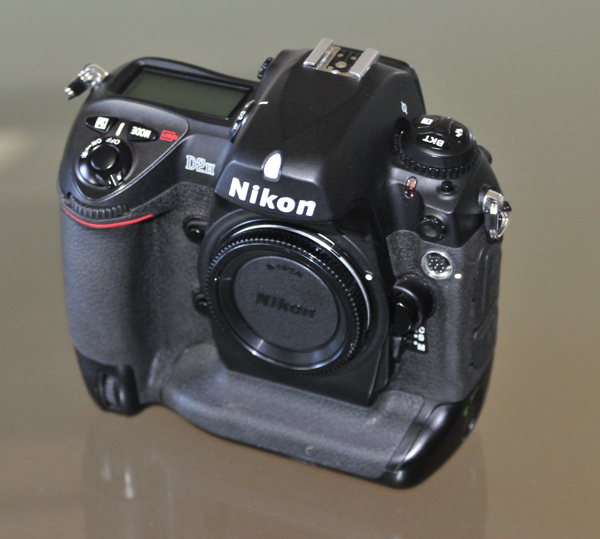
니콘 D2H

니콘 D2H(Nikon D2H)는 니콘의 전문가용 디지털 SLR이다. 2003년 7월 22일에 발표하였으며, 니콘에서 개발한 410만 유효 화소 JFET-LBCAST 이미지 센서를 사용한다. 약 410만 화소로 초당 8 프레임을 촬영할 수 있다.

## 경쟁
D2H는 2001년에 발표된 캐논 EOS-1D와 화소수가 거의 동일하고 이미지 노이즈 측면에서도 비슷하다. 초당 연사 속도도 둘 다 약 8 프레임이다. D2H가 캐논 EOS-1D 발매 2년 뒤에 발표된 것을 고려할 때, D2H가 캐논 EOS-1D와 비슷한 사양을 가졌다는 것은 기술 경쟁에서 뒤처진다는 것을 뜻한다.
또한 D2H를 발표한 지 몇 달 뒤인 2004년 1월에는 캐논 EOS-1D Mark II를 발표하였다. 1.3× 크롭 800만 화소 센서를 가진 캐논 EOS-1D Mark II는 1.5× 크롭 400만 화소 센서를 가진 D2H에 비해 센서가 크고 화소수가 2배이며 이미지 노이즈도 적어 화질이 뛰어나다. 이러한 차이에도 불구하고 D2H와 캐논 EOS-1D Mark II는 가격차가 그리 크지 않았다.

## D2Hs
니콘 D2Hs는 D2H의 후속 모델이다. ASIC 이미지 처리 비트 깊이, 측광, 자동 초점, 최대 연사 프레임 수, GPS 지원 등에서 개선이 이루어졌다.

## 사진

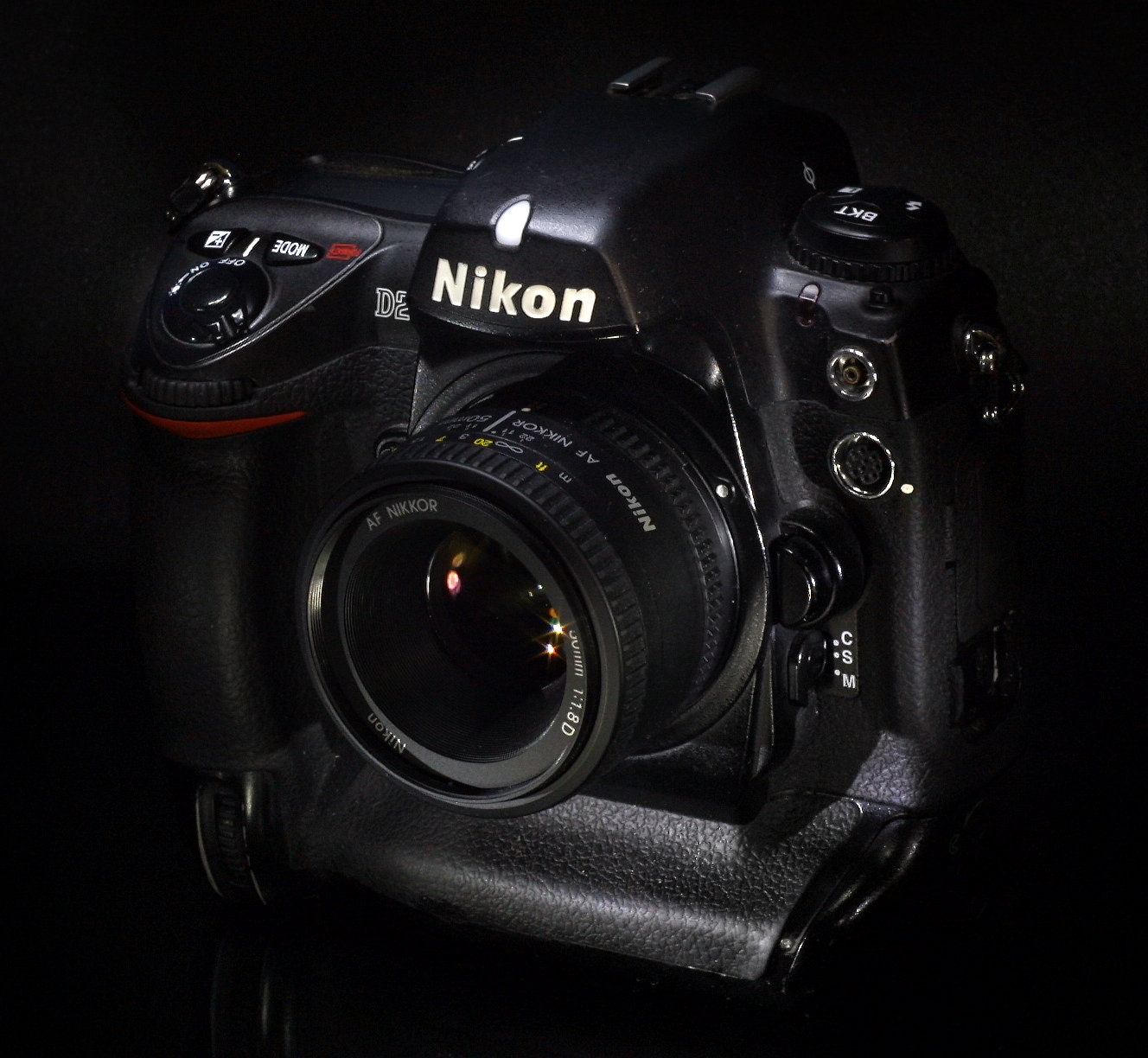
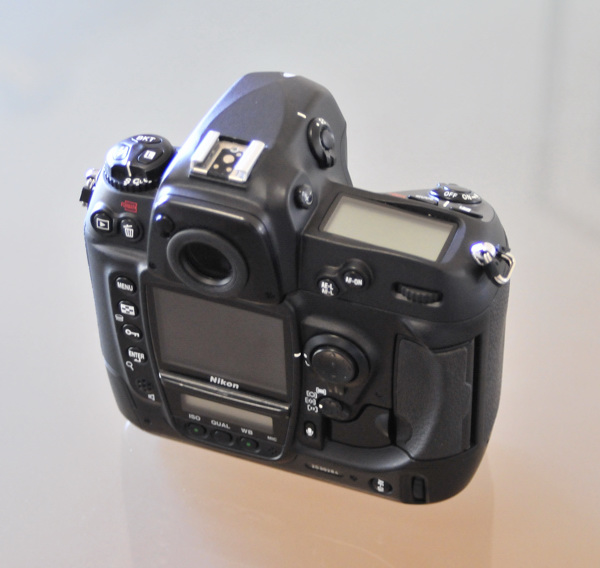
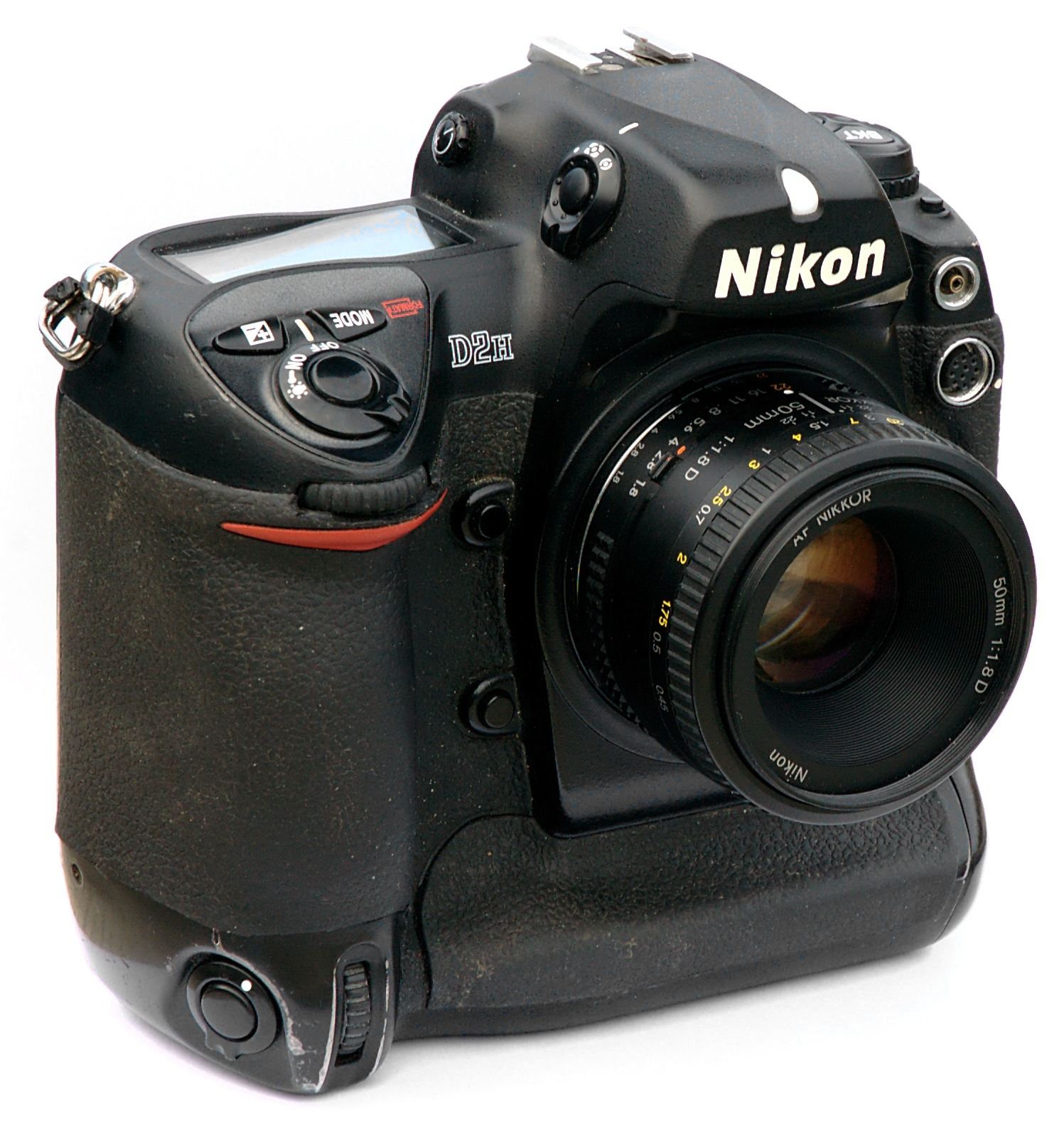

## 같이 보기
- 풀프레임 DSLR